# 念力家族
『念力家族』（ねんりきかぞく、Psychokinesis Family ）は、歌人笹公人が2003年に上梓した第一歌集。

## 概要
2003年に1000部限定で単行本として発売され、皆神龍太郎に『トンデモ本の世界T』にて紹介されたことをきっかけに広い読者を得て、2004年に新装版、2015年に文庫版が発売された。帯には演出家の蜷川幸雄が賞賛の文章を寄せ、歌人の藤原龍一郎は「笑える歌集」として評価した。『念力姫』（2005年 ベストセラーズ）、『念力図鑑』（2005年 幻冬舎）と合わせて、念力三部作とも呼ばれる。単行本版の「聖書サイズ、1頁1首組みで、大活字で3-4行書き」という独特の装幀は、北原白秋『桐の花』を意識したものである。
2015年3月30日から9月14日までNHK Eテレで天てれドラマ枠でテレビドラマ化された。このドラマ版を元に脚本の佐東みどりによるスピンオフ作にあたる小説が2016年3月4日に集英社みらい文庫より発売された。

## テレビドラマ
初版から12年経過しての映像化となり、これまでに、映画化・アニメ化・漫画化・舞台化などのオファーがあったが、いずれも企画段階で頓挫した。著者の親友でもある脚本家の佐東みどりがNHKに企画を出したことでドラマ化が実現した。2016年4月4日からSEASON2の放送。

### キャスト

#### 念力家
念力 玲子（ねんりき れいこ）
演 - 吉田まどか
長女。高校生。テレパシーを持つ。部活の山田先輩に憧れている。
念力 静（ねんりき しずか）
演 - 横山めぐみ
玲子の母。目からビームを放つ。
念力 雄一郎（ねんりき ゆういちろう）
演 - 住田隆
玲子の父。
念力 源太郎（ねんりき げんたろう）
演 - 田口主将
玲子の祖父。
念力 豊（ねんりき ゆたか）
演 - 谷口寛
長男。玲子の兄。
念力 奈々（ねんりき なな）
演 - 庵原涼香
次女。玲子の妹。

#### その他
山田 誠司（やまだ せいじ）
演 - 根岸拓哉
玲子の先輩。玲子が所属する部活の部長。
立花 果歩（たちばな かほ）
演 - 葉月（瀬名葉月）
玲子の友人。玲子とは同じ部活で、同じく山田に憧れている。
村西 光（むらにし ひかる）
演 - 森海哉
奈々の先輩。
新谷 和也（しんたに かずや）
演 - 谷井優貴
奈々の先輩。
石田 久枝（いしだ ひさえ）
演 - 坂田梨香子
玲子の友人。
学習塾の塾長
演 - 田中要次
スーパーの店長
演 - 小松利昌

### スタッフ
- 短歌 - 笹公人
- 脚本 - 佐東みどり、木滝りま
- テーマ音楽 - 挫・人間 「念力が欲しい!!!〜念力家族のテーマ」[9]
- 音楽 - Gutevolk
- プロデューサー - 坂田淳
- 演出 - 村主岳史、渡部真

### 放送日程

#### SEASON 1 （2015年度）
| 話数 | 放送日         | サブタイトル                                                 | 脚本       | ゲスト                                   | 備考 |
| ---- | -------------- | ------------------------------------------------------------ | ---------- | ---------------------------------------- | ---- |
| 1    | 2015年03月30日 | 押し寄せる家族の念を食卓のナイフとフォークで切り刻みゆく     | 佐東みどり |                                          |      |
| 2    | 04月06日       | 憧れの山田先輩念写して微笑む春の玲子無垢なり                 | 木滝りま   |                                          |      |
| 3    | 04月13日       | 縁側でUFOを呼ぶ妹の呪文が響くわが家の夜に                    | 木滝りま   | 高橋修 西海健二郎 佐藤伸之 堀田勝 加藤裕 |      |
| 4    | 04月27日       | ケイタイの電波にのってやってくる魔性の女のしゃがれた声よ     | 佐東みどり |                                          |      |
| 5    | 05月04日       | キャンプファイヤーハートの形に燃え上がり恋愛成就を確信したり | 木滝りま   |                                          |      |
| 6    | 05月11日       | 展覧会に展示されたる兄の絵を絶賛しているサングラスの父       | 佐東みどり |                                          |      |
| 7    | 05月18日       | 注射針曲がりてとまどう医者を見る念力少女の笑顔まぶしく       | 木滝りま   | 橋本智哉                                 |      |
| 8    | 06月01日       | カーテンを閉ざせば消える夕闇と生まれる暗闇泣いてる少女       | 木滝りま   |                                          |      |
| 9    | 06月08日       | 少年時友とつくりし秘密基地ふと訪ぬれば友が住みおり           | 木滝りま   | 平岡拓真                                 |      |
| 10   | 06月15日       | 妹の日記を盗み読む父のうしろに立ちたる阿修羅が見える         | 木滝りま   |                                          |      |
| 11   | 06月29日       | 鷹の爪首に飾りて都会（まち）へ出ても何も起こらぬ兄の青春     | 佐東みどり | 高田里穂                                 |      |
| 12   | 07月06日       | 腕時計逆さに回る昼下がり祖父がヤングに変わる幻               | 佐東みどり | 斉藤秀翼 高田里穂 小貫加恵               |      |
| 13   | 07月13日       | 校門のカメラ小僧を罵倒してレイコの朝がはじまらんとす         | 佐東みどり | ふせえり 原田一輝                        |      |
| 14   | 08月31日       | 校庭のどこかで冷える10円玉 むらさき色に暮れる学園            | 佐東みどり | ふせえり 原田一輝                        |      |
| 15   | 09月07日       | ケイタイがつながらぬ夜はいつのまにプラス思考の本読んでいる   | 木滝りま   | 金剛地武志                               |      |
| 16   | 09月14日       | 夏の夜に天の浮舟飛びゆけり家族みんなのサヨナラの念           | 木滝りま   | ふせえり 原田一輝                        |      |

#### SEASON 2 （2016年度）
| 話数 | 放送日         | サブタイトル                                                 | 脚本       | ゲスト                                             | 備考 |
| ---- | -------------- | ------------------------------------------------------------ | ---------- | -------------------------------------------------- | ---- |
| 1    | 2016年04月04日 | 朝礼台の校長を宙に持ち上げるナナの瞳の力おそろし             | 佐東みどり | 長野克弘 U-ya(笠作侑矢) 菊池宇晃 恩田乃愛 野村ゆあ |      |
| 2    | 04月11日       | 電流の走るバンダナつけているラムダ塾でのレイコの本気         | 木滝りま   |                                                    |      |
| 3    | 04月18日       | 手相見のホクロ毛ばかり気になって大事な予言聞き逃したり       | 佐東みどり | 森下能幸                                           |      |
| 4    | 04月25日       | 薄闇の春の廊下ですれ違うカラクリ人形 時間よとまれ            | 木滝りま   | 恩田乃愛 野村ゆあ 渡邉空美                         |      |
| 5    | 05月09日       | 河原には石の塔見ゆ カチカチと不満を石に変えられたなら        | 木滝りま   | ふせえり 森下能幸 原扶貴子                         |      |
| 6    | 05月16日       | 埋蔵金マニアの飼える柴犬が小判くわえてほのぼの走る           | 木滝りま   | ふせえり 森下能幸                                  |      |
| 7    | 05月23日       | 数式に行き詰まる午後 七色の開運シールをじっと見つめる        | 佐東みどり |                                                    |      |
| 8    | 05月30日       | 沈黙はどこまで続く この窓に宇宙船などよぎってくれぬか        | 佐東みどり |                                                    |      |
| 9    | 06月13日       | 寝不足の少女が飛んだ水溜り 台風一過の町の静けさ              | 佐東みどり |                                                    |      |
| 10   | 06月20日       | 中華丼天丼かつ丼親子丼牛丼うな丼父の食欲                     | 木滝りま   | 久ヶ沢徹 足立区の島崎 温水洋一                     |      |
| 11   | 06月27日       | ゆうぐれの電柱太し ベレー帽の少年探偵裏に隠して              | 木滝りま   | 久ヶ沢徹 野田孝之輔 大西利空 温水洋一              |      |
| 12   | 07月04日       | ニクロム線つないだカップを口にあてしゃべり出す兄『☆‰ΨΩψЙ！』 | 佐東みどり | U-ya 菊池宇晃                                      |      |
| 13   | 07月11日       | 喫茶店のコップの水に手をかざし沸騰させていらだつきみは       | 佐東みどり |                                                    |      |
| 14   | 09月12日       | モノクロの写真でいつか見た人がわれに微笑む九月の夜に         | 佐東みどり | 村田雄浩 森下能幸                                  |      |
| 15   | 09月19日       | ゆらゆらと水を花壇にはこびゆく少女が消えて秘密めく夏         | 木滝りま   |                                                    |      |
| 16   | 09月26日       | 大天狗の面を抱えて帰りくる宇宙でたった一つの家族             | 木滝りま   |                                                    |      |

### 小説
- 小説 念力家族 〜玲子はフツ～の中学生〜（原案・短歌：笹公人、著：佐東みどり、絵：片浦）ISBN 978-4-08-321308-3